# Могорита, Василь
Василь Могорита (чеш. Vasil Mohorita; 19 сентября 1952, Прага) — чехословацкий и чешский политик и предприниматель, в 1988—1989 — секретарь ЦК Коммунистической партии Чехословакии (КПЧ), участник переговоров с оппозицией во время Бархатной революции. Короткий период в 1989—1990 являлся первым секретарём КПЧ. Один из основателей Коммунистической партии Чехии и Моравии, представлял реформаторское крыло партии. После ухода из КПЧМ состоял в руководстве нескольких социалистических партий, в 1998 — председатель Партии демократического социализма. Оставив политическую деятельность, активно занимался бизнесом, после банкротства эмигрировал в Великобританию, работал мойщиком посуды. Вернувшись в Чехию, занялся уборкой улиц.

## Партийный функционер
Родился в семье военнослужащего русского происхождения. Получил специальность автомеханика. В восемнадцатилетнем возрасте вступил в правящую Коммунистическую партию Чехословакии (КПЧ). Рассматривался партийным руководством как перспективный кадр. Был направлен на учёбу в СССР в 1971—1972, окончил Высшую комсомольскую школу. Вернувшись в ЧССР, обучался в Высшей политической школе ЦК КПЧ.
С 1982 Василь Могорита — секретарь Социалистического союза молодёжи (ССМ, молодёжная организация КПЧ, типа советского комсомола). С 1986 — председатель ССМ Чешской социалистической республики, заместитель председателя ССМ ЧССР. На XVII съезде КПЧ в марте 1986 года утверждён кандидатом в члены ЦК.
9 апреля 1988 Василь Могорита был кооптирован в ЦК и Секретариат ЦК КПЧ. Являлся самым молодым членом высшего партийного руководства. Политический курс Могориты был выдержан в духе консервативной «нормализации». Курировал партийный контроль над молодёжной средой, цензуру в учебных заведениях.

## Позиция в Бархатной революции
17 ноября 1989 студенческая демонстрация в Праге положила начало антикоммунистической Бархатной революции. Василь Могорита произвёл резкую политическую переориентацию и попытался адаптироваться к переменам. Поначалу революционные события способствовали его карьере: как представитель «молодых сил обновления» он был введён в состав Президиума ЦК КПЧ.
Могорита демонстративно осудил полицию за разгон студентов и этим добился определённой популярности. Вместе с другим представителем молодого поколения коммунистических функционеров Ондржеем Шалингом он активно участвовал в переговорах с оппозиционным Гражданским форумом и персонально с Вацлавом Гавелом. Новое руководство КПЧ объявляло о намерении отныне идти путём Пражской весны.
24 ноября 1989 года была произведена смена руководства КПЧ. Пост генерального секретаря ЦК, вместо скомпрометированного Милоша Якеша, занял Карел Урбанек. Однако Урбанек выглядел слабой политической фигурой, к тому же связанной с прежним руководством, и уже 20 декабря 1989 года он ушёл в отставку. Первым секретарём ЦК КПЧ был избран Василь Могорита. Характерно, что одновременно с этим кадровым решением был осуществлён роспуск партийной силовой структуры — «Народной милиции».
Председатель КПЧ Ладислав Адамец предпочитал публично держаться на втором плане, выдвигая вперёд молодого первого секретаря Могориту. Характерно, что именно «товарища Могориту» (наряду с Гизи, Миллером и Лиловым) называл в качестве партнёра идеолог советской Перестройки Александр Яковлев на XXVIII съезде КПСС.
Позиция Василя Могориты в конце 1989 — начале 1990 иногда рассматривается в контексте общего плана реформистской части руководства КПЧ сохранить власть в изменившихся условиях. Этот план связывается с именами «чехословацких перестройщиков» Любомира Штроугала и Ладислава Адамеца. Василю Могорите отводилась важная роль, он планировался на один из высших государственных постов. Однако план оказался сорван бурным развитием событий.
Впоследствии Могорита характеризовал события 1989 года и последующие реформы как «сговор между реформаторами из КПЧ и диссидентами, осуществлённый под контролем Москвы», причём оценивал происшедшее скорее положительно. Другие участники событий — например, Александр Вондра — опровергают эту версию как надуманную конспирологию, сочинённую задним числом.
В январе 1990 года в рамках процесса кооптации в Федеральное собрание после Бархатной революции он заседал в Народной палате в качестве депутата от КПЧ и защитил свой мандат на первых свободных демократических выборах в июне 1990 года. 
Осенью 1990 года тональность выступлений Могориты сместилась к ужесточению. В частности, он предлагал создание особых отрядов охраны общественного порядка — в этом усматривался намёк на воссоздание «Народной милиции» КПЧ. Такие заявления вызвали тревогу в чехословацких СМИ, но никаких реальных последствий не имели.

## Политика, бизнес, эмиграция
В марте 1990 года Василь Могорита стал одним из учредителей Коммунистической партии Чехии и Моравии (КПЧМ) — преемницы КПЧ. Являлся депутатом Федерального собрания в 1990—1992, интенсивно контактировал с Вацлавом Клаусом и Милошем Земаном. Однако его расчёты на лидерство не сбылись — председателем КПЧМ был избран известный кинорежиссёр Иржи Свобода. Могорита представлял в партии реформистское крыло, выступал за её обновление в сторону демократического социализма и смену названия. Но большинство КПЧМ предпочло консервативный курс.
Терявший влияние в партии Василь Могорита весной 1991 создал фракцию Демократической левой КПЧМ; вместе с большинством её членов вышел из КПЧМ незадолго до окончания референдума, на котором большинство избирателей поддержали сохранение названия «коммунистическая партия». Затем фракция объединились с некоторыми бывшими членами Чехословацкой социалистической партии и приняла участие в создании Демократической партии труда, которая в 1993 преобразовалась в Демократическую левую партию, а в 1997 — в Партию демократического социализма (ПДС). В 1998 Могорита являлся председателем ПДС. Оставил политическую деятельность после поражения партии на выборах, поставив под сомнение смысл дальнейшего независимого существования партии.
Давние комсомольские связи Могориты в Москве помогли ему создать торговый бизнес с российскими и украинскими фирмами. Первоначально своей предпринимательской штаб-квартирой он сделал закрытый военный завод в Брно, который попытался перевести на гражданское машиностроение.
Затем основал ещё несколько коммерческих структур — CIS Group, Suma, ČSIS, Jamiko, Valeko, Servicing, E. R. Trading, E. R. Consulting. Занимался реализацией одежды и продовольствия, затем консалтингом. Однако к 2002 бизнес Могориты обанкротился.
Василь Могорита уехал в Великобританию. Работал мойщиком посуды в лондонских ресторанах. При случайных встречах с чешскими знакомыми в Лондоне не проявлял желания общаться. Затем переселился в шотландский город Далкит. Чешская пресса отмечала, что материальных затруднений в Великобритании — судя по своему далкитскому жилью — Могорита явно не испытывал.

## Возвращение в Прагу
Вернувшись в Чехию, Василь Могорита поселился в Праге и занялся уборкой улиц. В интервью 2016 он сказал, что доволен своими заработками и не собирается менять род занятий.
Причиной своей неудачи в политике Василь Могорита считает догматизм «красного лагеря» в КПЧ и КПЧМ, сформированного офицерами госбезопасности ЧССР. По словам Могориты, противники реформ сделали всё, чтобы устранить его из политики, ввергли в депрессию и едва не довели до самоубийства. Только полный разрыв с ними позволил Могорите вернуться к полнокровной жизни.
Василь Могорита проникся симпатиями к Израилю. Он обнаружил у себя еврейских предков, выучил иврит и в 2017 отслужил несколько месяцев в ЦАХАЛ в качестве иностранного волонтёра.

## Частная жизнь
С 1976 Василь Могорита был женат на Власте Могоритовой. Имеет сына и дочь. Супруги развелись после двадцатилетнего брака.
Увлечения Василя Могориты — история, гитара, баскетбол, теннис.